# Lexus IS
De Lexus IS is een serie van compacte luxewagens die door Lexus sinds 1998 verkocht wordt. De IS is geïntroduceerd als een compacte sport sedan, net onder de Lexus GS in de schaal van de Lexus modellen (en in Noord-Amerika net onder de Lexus ES, welk model niet in Europa verkocht wordt). De IS was oorspronkelijk verkocht als de 'Toyota Altezza' in Japan (het woord "Altezza" is Italiaans voor "Hoogheid") tot de introductie van het Lexus merk en de tweede generatie Lexus IS-modellen in 2005. De Altezza naam wordt nog steeds gebruikt bij de verwijzing naar de verchroomde achterlichten die geplaatst waren in het eerste model. Deze achterlichten worden sinds die tijd ook elders verkocht, en staan bekend als 'Altezza lampen' of 'Lexus-look lampen'.
De eerste generatie Altezza (codenaam XE10) werd gelanceerd in Japan in oktober 1998, terwijl de Lexus IS 200 (GXE10) in Europa debuteerde in 1999. In Amerika werd de IS serie in 2000 gelanceerd met de introductie van de IS 300 (JCE10). De tweede generatie IS (codenaam XE20) werd eind 2005 in Europa gelanceerd met de IS 250 (V6 benzinemotor) en de IS 220d (dieselmotor). In Amerika werd in 2006 de IS 250 en de IS 350 op markt gebracht. In 2007 werd het high performance model, de IS F, op de markt gebracht (V8 benzinemotor). In 2008 debuteerde het 'hard-top convertible' model, de IS 250C. Volgens Lexus verwijst IS naar 'Intelligent Sport'.

## Eerste generatie (XE10)
Geproduceerd als een directe concurrent voor de luxe sportsedans van de toonaangevende Europese luxe automerken, was de Altezza / IS ontworpen met een grotere nadruk op prestaties dan normaal gesproken te zien was op eerdere Japanse luxe voertuigen.
De ontwikkeling werd geleid door Nobuaki Katayama, die verantwoordelijk was voor het AE86-project. De AS200 en AS300 Altezza-sedans vormden de basis voor de Lexus IS 200 en IS 300 modellen die in markten buiten Japan werden verkocht, vooral in Noord-Amerika en Europa. Een hatchback/stationwagen versie werd verkocht in Japan als de Altezza Gita, en in de VS en Europa als de Lexus IS SportCross. Samengevat kwam de Altezza / IS in drie varianten:
- AS200 2.0 liter 1G-FE zescilinder lijnmotor, 160 pk (118 kW), achterwielaandrijving of vierwielaandrijving; verkocht door Lexus als de IS 200
- RS200 2.0 liter Yamaha-tuned 3S-GE viercilinder lijnmotor, 210 pk (154 kW), achterwielaandrijving; niet verkocht buiten Japan door Lexus
- AS300 3.0 liter 2JZ-GE zescilinder lijnmotor, 220 pk (162 kW), achterwielaandrijving of vierwielaandrijving; verkocht door Lexus als de IS 300

In Europa ontwikkelde Toyota Team Europe (TTE), Toyota's rally-afdeling in Keulen, een compressorkit voor de IS200. Deze kwam op de markt in 1999 en 2000 en verdween bij het verschijnen van de IS300. De "TTE Compressor" was in Duitsland, Verenigd Koninkrijk en Nederland te bestellen bij de dealer met behoud van fabrieksgarantie. Vooral bedoeld om de automaat vinniger te maken, bracht de compressor het vermogen van 155pk op 205pk en het koppel op 247Nm. In België raakte hij echter nooit gehomologeerd. Dat is verrassend want het Europese hoofdkwartier van Toyota/Lexus bevindt zich in Diegem, België. De Lexusklant had de keuze om de compressor bij zijn dealer na te laten plaatsen op een bestaand voertuig of bij TTE in Keulen op een nieuw voertuig. Naast de motorische tuning was ook bij TTE ook een heel gamma van sportieve accessoires te verkrijgen voor deze en andere Toyota en Lexusmodellen, gaande van sportgrilles, bumpers, skirts, over aluminium wielen, veren, dempers, antirolstangen,  hoogte-instelbare ophangingen en sportuitlaten. TTE ontwikkelde alle onderdelen zelf en liet ze in regie fabriceren bij toeleveranciers: Bemani (TTE Kompressor), SpeedlineCorse (wielen), Bilstein (dempers), Eibach (veren, antirolstangen), Remus (uitlaat). Deze onderdelen kwamen in regel met Europese homologatie en waren erg prijzig. Zo kostte de compressorkit destijds meer dan 10.000 euro bij plaatsing door TTE.  
Het TTE gamma bestond los van en naast de producten van Toyota Racing Development (TRD) die niet bedoeld waren voor de weg, in tegenstelling tot TTE accessoires.

## Tweede generatie (XE20)
De IS was volledig opnieuw ontworpen in 2005 (model jaar 2006) en arriveerde vanaf het derde kwartaal van 2005 in de showroom. Een pre-productie auto van de tweede generatie IS werd getoond op de Autosalon van Genève in maart 2005, met het debuut van de uiteindelijke productie versie op de New York Auto Show in het tweede kwartaal van 2005. De naam Toyota Altezza werd niet meer gebruikt met de introductie van de Lexus divisie in Japan, en de productie van de slecht verkopende SportCross stationwagen versie werd helemaal stopgezet. De vernieuwde IS werd bij de lancering enkel aangeboden als een sedan versie. De hoofdingenieur van de tweede generatie IS is Suguya Fukusato, een rallyrijder.
De tweede generatie Lexus IS-modellen bestaan uit volgende varianten:
- IS 200d – 2.2 liter 2AD-FHV lijnmotor-4 dieselmotor, 150 pk (110 kW), achterwielaandrijving
- IS 220d – 2.2 liter 2AD-FHV lijnmotor-4 dieselmotor, 177 pk (130 kW), achterwielaandrijving
- IS 250 – 2.5 liter 4GR-FSE V6, 208 pk (153 kW), achterwielaandrijving
- IS 250 AWD – 2.5 liter 4GR-FSE V6 met vierwielaandrijving (met variabele koppel-verdeling voor:achter van 50:50 tot 30:70), 208 pk (153 kW)
- IS 300 – 3.0 liter 3GR-FE V6, 231 pk (170 kW), achterwielaandrijving
- IS 350 – 3.5 liter 2GR-FSE V6, 310 pk (228 kW), achterwielaandrijving
- IS 350 AWD – 3.5 liter 2GR-FSE V6 met vierwielaandrijving (met variabele koppel-verdeling voor:achter van 50:50 to 30:70), 310 pk (228 kW)
- IS F – 5.0 L 2UR-GSE V8, 443 pk (311 kW), achterwielaandrijving
- IS C – IS 250 C, IS 300 C, and IS 350 C; dezelfde specificaties als de sedan-versie. (Cabriolet)

De IS 250, IS 350 en IS F zijn voorzien van een D-4S directe inspuiting systeem met zowel de indirecte als de directe benzine-injectoren. Bepaalde afzetmarkten in Azië beschikken over de IS 300 (GSE22) zonder directe benzine-injectoren.

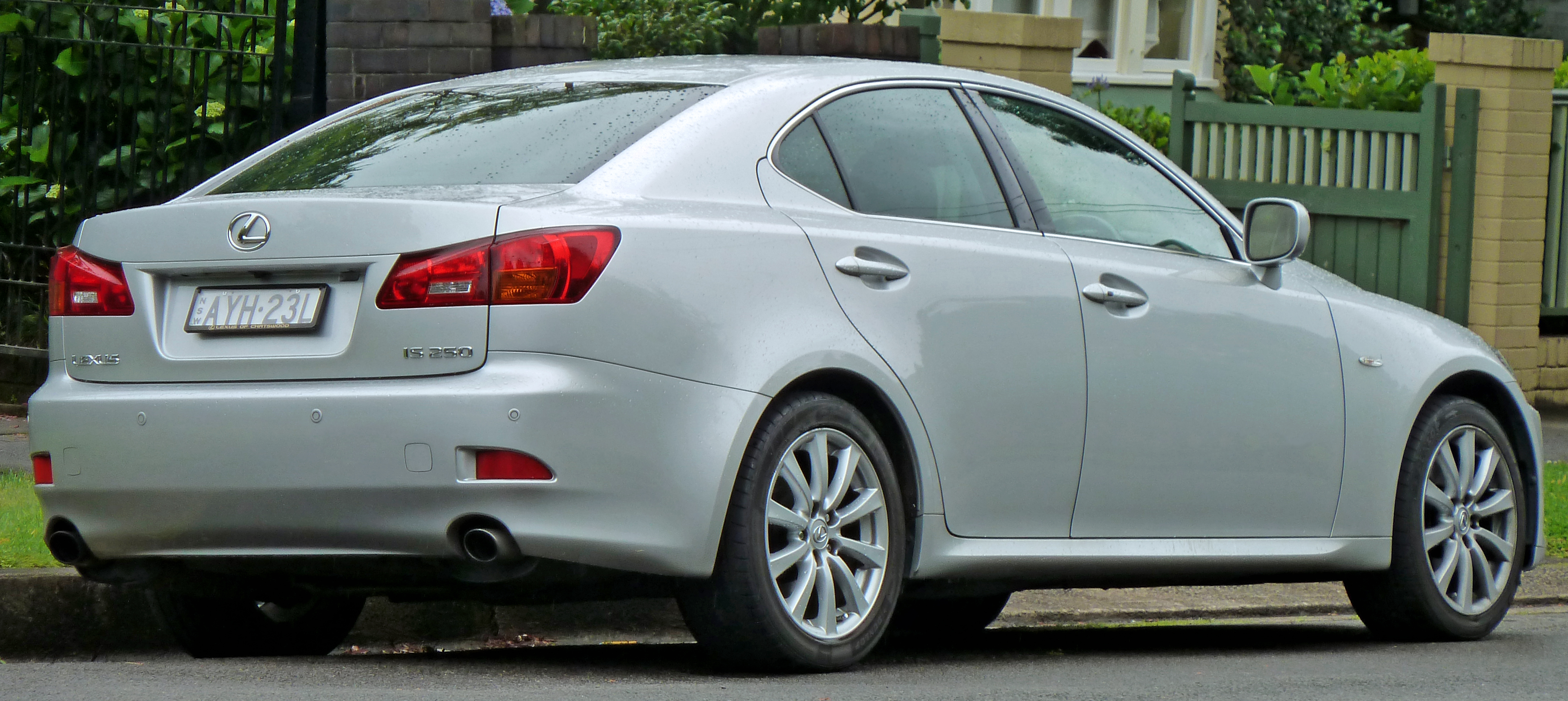
2005–2008 Lexus IS 250 (GSE20R) Sports Luxury sedan (Australië)

## Derde generatie (XE30)

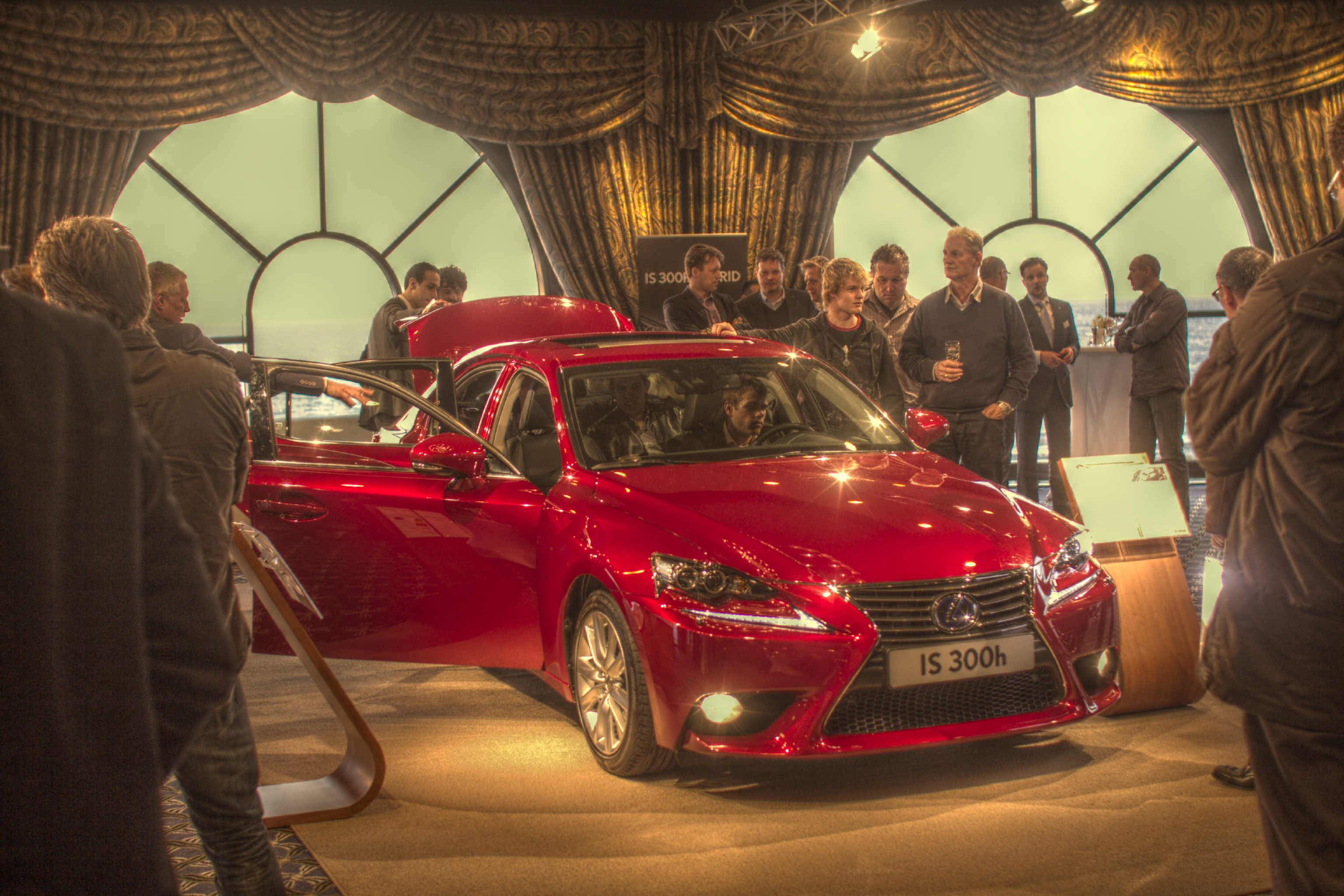
Presentatie van een preproductie model van de Lexus IS 300h in Huis ter Duijn, april 2013

De IS is voor het modeljaar 2013 geheel vernieuwd, de wagen heeft de inmiddels voor Lexus kenmerkende zandlopervormige grille gekregen. In Japan en de Verenigde staten komt dit model uit als IS 250 en 300, en naar wens met vierwielaandrijving. In Nederland is alleen de hybride 300h te verkrijgen. Deze is alleen in de variant met achterwielaandrijving en met een CVT automatische transmissie beschikbaar.

### Facelift
In 2016 is de Lexus IS gefacelift met onder andere nieuwe koplampen, andere luchtinlaten en een andere grille. Ook is er de mogelijkheid om voor meer geavanceerde hulpsystemen te kiezen onder de naam Safety System+, bestaande uit onder meer adaptieve cruise control, automatisch grootlicht en voetgangersdetectie. De aandrijving is hetzelfde gebleven en in Europa is nog steeds alleen de IS 300h beschikbaar.

### Tweede facelift
In 2020 kreeg de IS een ingrijpende facelift met een grotere carrosserie, nieuwe koplampen, achterlichten over de volledige breedte en een licht bijgewerkt dashboard. Verder werden een aantal rijhulpsystemen verbeterd en werden Android Auto- en Apple CarPlay-mogelijkheden toegevoegd.
De vernieuwde IS wordt in Europa niet langer aangeboden. De hybride aandrijving is niet meer beschikbaar op de Noord-Amerikaanse markt. In februari 2021 presenteerde Lexus de V8-benzinemotor met 479 pk, deze wordt uitsluitend uitgebracht in Noord-Amerika.

## Technische specificaties
| Specificaties per model | Specificaties per model | Specificaties per model | Specificaties per model | Specificaties per model | Specificaties per model          | Specificaties per model                      | Specificaties per model               | Specificaties per model |
| Model jaar              | Model no                | Chassis code(s)         | Motor type              | Motor code              | Transmissie                      | Vermogen                                     | Torque                                |                         |
| ----------------------- | ----------------------- | ----------------------- | ----------------------- | ----------------------- | -------------------------------- | -------------------------------------------- | ------------------------------------- | ----------------------- |
| 2000–2005               | IS 200                  | GXE10                   | 2.0 L lijnmotor-6       | 1G-FE                   | 4-traps automaat/6-traps handbak | 115 kW (155 pk)                              | 195 Nm @4600 rpm                      |                         |
| 2000–2005               | IS 200 SportCross       | GXE10                   | 2.0 L lijnmotor-6       | 1G-FE                   | 4-traps automaat/6-traps handbak | 115 kW (155 pk)                              | 195 Nm @4600 rpm                      |                         |
| 2001–2005               | IS 300                  | JCE10                   | 3.0 L lijnmotor-6       | 2JZ-GE                  | 5-traps automaat/handbak         | 160 kW (215 pk)                              | 295 Nm @3800 rpm                      |                         |
| 2001–2005               | IS 300 SportCross       | JCE10                   | 3.0 L lijnmotor-6       | 2JZ-GE                  | 5-traps automaat                 | 160 kW (215 pk)                              | 295 Nm @3800 rpm                      |                         |
| 2006–2009               | IS 220d                 | ALE20                   | 2.2 L lijnmotor-4       | 2AD-FHV                 | 6-traps handbak                  | 130 kW (177 pk)                              | 400 Nm @2600 rpm                      |                         |
| 2006–2013               | IS 250                  | GSE20                   | 2.5 L V6                | 4GR-FSE                 | 6-traps automaat/handbak         | 153 kW (208 pk)                              | 252 Nm @4800 rpm                      |                         |
| 2006–2013               | IS 250 AWD              | GSE25                   | 2.5 L V6                | 4GR-FSE                 | 6-traps automaat                 | 153 kW (208 pk)                              | 252 Nm @4800 rpm                      |                         |
| 2006–2013               | IS 350                  | GSE21                   | 3.5 L V6                | 2GR-FSE                 | 6-traps automaat                 | 228 kW (310 pk)                              | 375 Nm @4800 rpm                      |                         |
| 2007–2013               | IS 300                  | GSE22                   | 3.0 L V6                | 3GR-FE                  | 6-traps automaat                 | 170 kW (231 pk)                              | 300 Nm @4400 rpm                      |                         |
| 2007–2013               | IS F                    | USE20                   | 5.0 L V8                | 2UR-GSE                 | 8-traps automaat                 | 311 kW (423 pk)                              | 505 Nm @5200 rpm                      |                         |
| 2009–2013               | IS 250 C                | GSE20                   | 2.5 L V6                | 4GR-FSE                 | 6-traps automaat/handbak         | 153 kW (208 pk)                              | 252 Nm @4800 rpm                      |                         |
| 2009–2013               | IS 350 C                | GSE21                   | 3.5 L V6                | 2GR-FSE                 | 6-traps automaat                 | 228 kW (310 pk)                              | 375 Nm @4800 rpm                      |                         |
| 2009–2013               | IS 300 C                | GSE22                   | 3.0 L V6                | 3GR-FE                  | 6-traps automaat                 | 170 kW (231 pk)                              | 300 Nm @4400 rpm                      |                         |
| 2010–2013               | IS 200d                 | ALE20                   | 2.2 L lijnmotor-4       | 2AD-FHV                 | 6-traps handbak                  | 110 kW (150 pk)                              | 360 Nm @2600 rpm                      |                         |
| 2010–2013               | IS 350 AWD              | GSE26                   | 3.5 L V6                | 2GR-FSE                 | 6-traps automaat                 | 228 kW (310 pk)                              | 375 Nm @4800 rpm\|-                   |                         |
| 2013-2020               | IS 300h                 |                         | 2.5L I4                 |                         | CVT automaat                     | 133kW (181 pk) (elektromotor 105kW (143 pk)) | 221 Nm @4200 rpm (elektromotor 300Nm) |                         |